# Edgar Leduc
Pour l’article homonyme, voir Leduc.
Edgar Leduc, né le 4 février 1888 et mort le 13 octobre 1973, est un courtier d'assurance et homme politique fédéral et municipal du Québec. Il est également maire de la municipalité de Lachine,.

## Biographie
Né à Salaberry-de-Valleyfield dans la région de la Montérégie, il travaille comme secrétaire-trésorier de la municipalité de Lachine au sud de Montréal de 1918 à 1923. Il y sert comme échevin du conseil de ville de 1923 à 1933 et maire de 1939 à 1944.
Élu député indépendant dans la circonscription fédérale de Jacques-Cartier lors de l'élection partielle déclenchée après la démission du député Elphège Marier en 1949, il se joint au Parti libéral du Canada et est réélu dans Jacques-Cartier—Lasalle en 1953. Il est défait par le progressiste-conservateur Robert John Pratt en 1957 et en 1958.